# Alfred Verdyck
Alfred Marie Victor Verdyck (ur. 7 maja 1882 w Antwerpii – zm. 30 lipca 1964 w Brugii) – belgijski piłkarz grający na pozycji bramkarza. Był reprezentantem Belgii.

## Kariera klubowa
Całą swoją karierę piłkarską Verdyck spędził w klubie Antwerp FC, w którym zadebiutował w 1900 roku i grał w nim do 1910  roku.

## Kariera reprezentacyjna
W reprezentacji Belgii Verdyck zadebiutował 1 maja 1904 w zremisowanym 3:3 meczu Évence Coppée Trophy z Francją, rozegranym w Uccle i był to jego jedyny mecz rozegrany w kadrze narodowej.

## Kariera trenerska
W latach 1919–1930 Verdyck był trenerem Royalu Antwerp FC.